# كاميرون ألان
كاميرون ألان (بالإنجليزية: Cameron Allan)‏ هو ملحن أسترالي، ولد في 1 يوليو 1955 في ملبورن في أستراليا، وتوفي في 25 يونيو 2013 في سووث باسادينا في الولايات المتحدة.

## وصلات خارجية
- كاميرون ألان على موقع IMDb (الإنجليزية)
- كاميرون ألان على موقع ميوزك برينز (الإنجليزية)
- كاميرون ألان على موقع ديسكوغز (الإنجليزية)
- كاميرون ألان على موقع قاعدة بيانات الفيلم (الإنجليزية)